# Hanna Komorowska-Janowska
Hanna Komorowska-Janowska (ur. 1946) – polska pedagog, językoznawca, anglista oraz glottodydaktyk, profesor Uniwersytetu Warszawskiego. 

## Życiorys
Od 1989 r. jest delegatem Polski do Sekcji Językowej Rady Europy, zaś od 1992 prezesem Polskiego Towarzystwa Neofilologicznego. Komorowska-Janowska opracowała oraz wcieliła w życie koncepcję kształcenia nauczycieli języków obcych, opracowała metodologię konstruowania programów nauczania języków, a także opracowała metodologię badań empirycznych w dydaktyce języka.  

## Ważniejsze prace
- Testy w nauczaniu języków obcych (1974)
- Nauczanie gramatyki języka obcego a interferencja (1975)
- Sukces i niepowodzenie w nauce języka obcego (1978)
- Metody badań empirycznych w glottodydaktyce (1982)
- Testing English (1977)
- Podstawy metodyki nauczania języków obcych (1993)
- O programach prawie wszystko (2000)
- Metodyka nauczania języków obcych (2001)
- Stopień po stopniu. Rozwój zawodowy nauczyciela (2002)